# Lasiocroton harrisii
Lasiocroton harrisii är en tvåhjärtbladig växtart som beskrevs av Britton. Lasiocroton harrisii ingår i släktet Lasiocroton och familjen törelväxter. IUCN kategoriserar arten globalt som sårbar.
Artens utbredningsområde är Jamaica. Inga underarter finns listade i Catalogue of Life.